# Nikolaus I. (Russland)

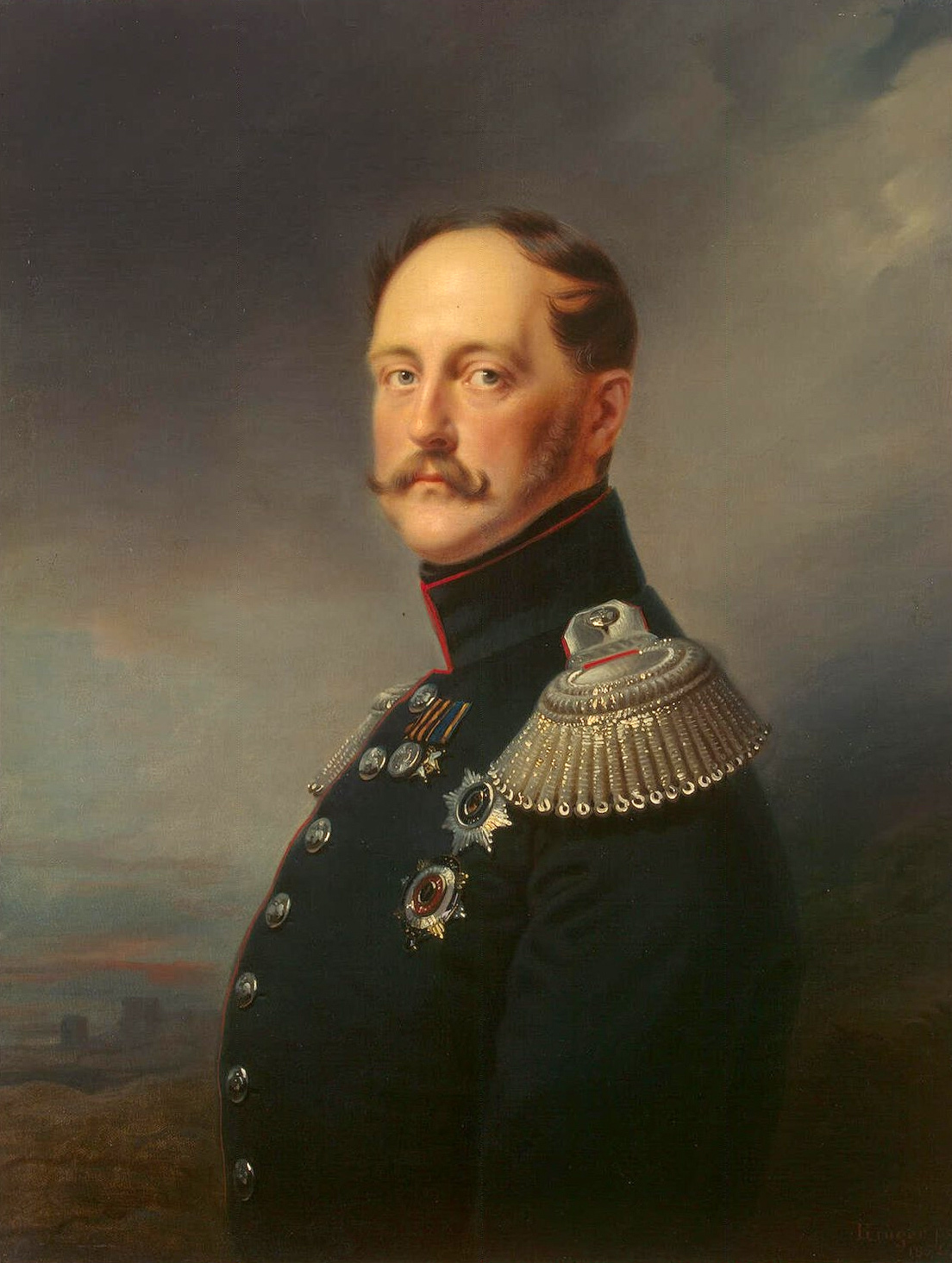
Franz Krüger: Kaiser Nikolaus I. Pawlowitsch, Öl auf Leinwand, 1852, Eremitage. Unterschrift:

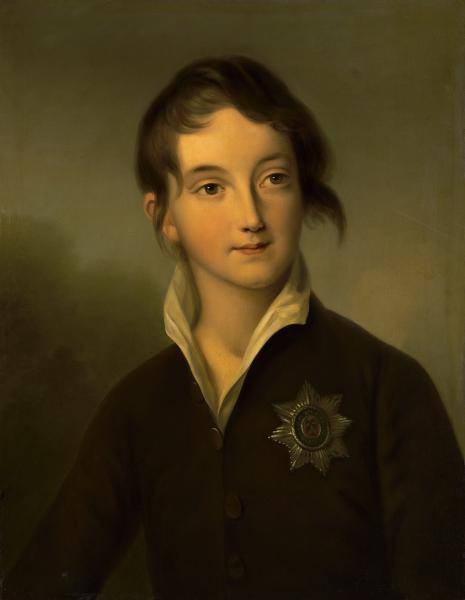
Großfürst Nikolaus ca. 1808

Nikolaus I. Pawlowitsch (russisch Николай I Павлович, wissenschaftliche Transliteration Nikolaj I Pavlovič; * 25. Junijul. / 6. Juli 1796greg. in Zarskoje Selo bei Petersburg; † 18. Februarjul. / 2. März 1855greg. in Sankt Petersburg) aus dem Haus Romanow-Holstein-Gottorp war als Nikolaus I. von 1825 bis 1855 Kaiser von Russland und von 1825 bis 1830 letzter gekrönter König von Polen (Kongresspolen).

## Leben
Nikolaus war der dritte Sohn des Kaisers Paul I. und dessen zweiter Ehefrau, Maria Fjodorowna, geborene Prinzessin Sophie Dorothee von Württemberg. Er blieb während der Regierung des ältesten Bruders Alexander I. allen Staatsgeschäften fern. 1814/15 machte er seine Grand Tour durch mehrere Länder Europas. Nachdem er am 13. Juli 1817 Charlotte von Preußen, älteste Tochter des Königs Friedrich Wilhelm III. von Preußen, geheiratet hatte, lebte er mit seiner Familie im Anitschkowschen Palais in Petersburg. Seine offiziellen Aufgaben beschränkten sich auf den Militärdienst in einer Garnison, wobei er den Rang eines Oberinspektors des Geniewesens (damalige Bezeichnung für Pionier- bzw. Ingenieurtruppen) bekleidete.

### Regentschaft
Als Alexander I. am 1. Dezember 1825 starb, hinterließ er keine Söhne, so dass sich Nikolaus völlig unerwartet selbst mit der Regierungsübernahme konfrontiert sah. Der zweitälteste Bruder Konstantin, der im Ausland weilte, wurde zwar als designierter Thronfolger am 9. Dezember 1825 in Petersburg offiziell zum Kaiser ausgerufen, hatte aber bereits 1822/23 auf die Thronfolge verzichtet, was nur einem kleinen Kreis von Eingeweihten bekannt war. Am 24. Dezember 1825 übernahm Nikolaus formell die Regierung und wurde am 3. September 1826 in Moskau zum Kaiser gekrönt.
Eine seit Jahren vorbereitete Militärverschwörung der Dekabristen, die am 26. Dezember 1825 ausbrach, unterdrückte er entschieden. Nikolaus beließ anfangs die von seinem Bruder ernannten Minister im Amt, begann aber bald nach der Herrschaftsübernahme mit der Errichtung eines autoritären Regimes. Dabei stützte er sich auf eine umfangreiche Bürokratie, vor allem auf die äußerst effektive Geheimpolizei unter Alexander von Benckendorff, sowie auf das Heer, die orthodoxe Kirche und einen öffentlich geförderten russischen Nationalismus. Die Zivilverwaltung wurde unter militärische Aufsicht gestellt, die Generaladjutanten erhielten bei allen Behörden Einsicht in die Akten, konnten Vorlage der Rechnungen verlangen und die Verwaltung zur Rechschaft ziehen. Nikolaus’ persönlicher Beraterstab bestand fast ausschließlich aus hohen Offizieren. Einen Beitrag zu dieser Entwicklung dürfte die ausschließlich militärisch ausgerichtete Erziehung Nikolaus’ geleistet haben.
1826 lehnte Nikolaus die Aufhebung der Leibeigenschaft entschieden ab. Jedoch ließ er später die bäuerlichen Verhältnisse durch den deutschen Experten August von Haxthausen untersuchen, dessen Berichte die Bauernbefreiung vorbereiteten, die sein Sohn Alexander II. umsetzte. Auch befahl ein Ukas den verschiedenen Lokalbehörden, darüber zu wachen, dass die Leibherren „nichts Übermäßiges“ von ihren Bauern fordern sollten; aber aufgrund der Bestechlichkeit der Behörden blieb der Ukas wirkungslos, und selbst die Gesetze, welche später zur Erleichterung der Leibeigenschaft erlassen wurden, verbesserten das Wesen der Eigenhörigkeit nur wenig.
Nikolaus erließ eine Vielzahl repressiver Bestimmungen gegen die Juden in Russland. Beispielsweise kam es zu Zwangsrekrutierungen jüdischer junger Männer und auch Kinder, die bis zu 25 Jahre lang verpflichtet wurden und in dieser Zeit massiven Bekehrungsversuchen ausgesetzt waren. Außerdem wurden viele Formen und Versuche jüdischer Selbstorganisation unterbunden. Während Nikolaus’ Regierungszeit und auch bis 1914 waren Pogrome und antijüdische Ausschreitungen keine Seltenheit.
Mit der Russifizierung der verschiedenen Nationalitäten gingen Versuche systematischer Bekehrung der Protestanten und Katholiken zur orthodoxen Kirche einher; selbst die griechisch-unierte Kirche musste 1840 ihre Vereinigung mit der orthodoxen geschehen lassen. Nach der Niederschlagung des polnischen Novemberaufstandes 1830/31 beendete er die Politik, die auf eine Integration des polnischen Adels setzte, und betrieb auch hier eine verstärkte Russifizierung der polnischen Provinzen des Reiches.
Trotz oder auch wegen dieser massiven Repression begannen sich unter Nikolaus oppositionelle Bewegungen verschiedener Ausrichtung zu formieren.

### Außenpolitik
Prägende Gestalt von Nikolaus’ Außenpolitik war Minister Karl Robert von Nesselrode (1780 bis 1862). Unter ihm stand, wie im Inneren, die Unterdrückung revolutionärer Bewegungen in ganz Europa und Asien im Mittelpunkt.
In den ersten Jahren von Nikolaus’ Herrschaft war die Außenpolitik vor allem auf Asien und die Eroberung der Türkei gerichtet. Der Russisch-Persische Krieg brachte im Frieden von Turkmantschai (22. Februar 1828) Russland einen bedeutenden Gebietszuwachs. 1828 begann er den Krieg gegen die Türkei, an dem er, obwohl er nicht den Oberbefehl führte, selbst teilnahm und der Russland 1829 im Frieden von Adrianopel die Ostküste des Schwarzen Meers, den freien Verkehr auf der Donau, im Schwarzen Meer und im Mittelmeer und als weitere Folge die Gründung des griechischen Königreichs einbrachte. Die polnische Erhebung wurde 1831 in neunmonatigem Kampf blutig unterdrückt.
Der wachsende Einfluss Russlands im Orient zeigte sich besonders, als der Sultan des Osmanischen Reiches Mahmud II. sich im Vertrag von Hünkâr İskelesi 1833 Nikolaus de facto unterwarf und von ihm Hilfe gegen den rebellischen Pascha von Ägypten Muhammad Ali erbat. In Europa verstand sich Nikolaus als Schutzherr der bestehenden monarchischen Ordnung und belebte 1833 die Heilige Allianz wieder. 1849 half er den Habsburgern entscheidend bei der Niederwerfung der Revolution in Ungarn.

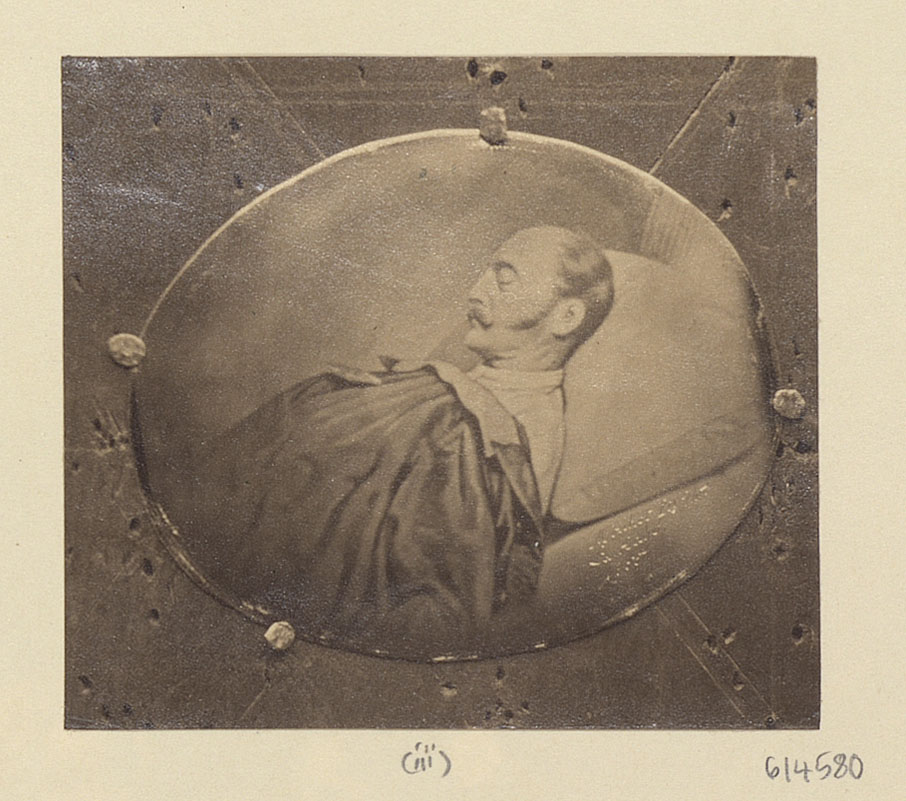
Nikolaus I. auf dem Totenbett

Verschiedene Bündnisse mit nahezu allen europäischen Staaten erwiesen sich allerdings als nicht belastbar, als Nikolaus 1853 versuchte, die Türkei zu erobern. Großbritannien und Frankreich traten gegen ihn in den Krimkrieg, keine andere Macht unterstützte Russland, auch nicht Habsburg. Die Heeresorganisation Russlands erwies sich als ungenügend, der Einfall in die Türkei misslang, die Krim wurde von den Verbündeten angegriffen und die russische Armee in der Schlacht an der Alma und der Schlacht bei Inkerman geschlagen. Nikolaus I. litt bald an Schüttelfrost und an einer Lungenentzündung; er starb noch vor dem Ende der Kämpfe am 18. Februarjul. / 2. März 1855greg. und wurde 16 oder 17 Tage später beerdigt.

## Nachkommen

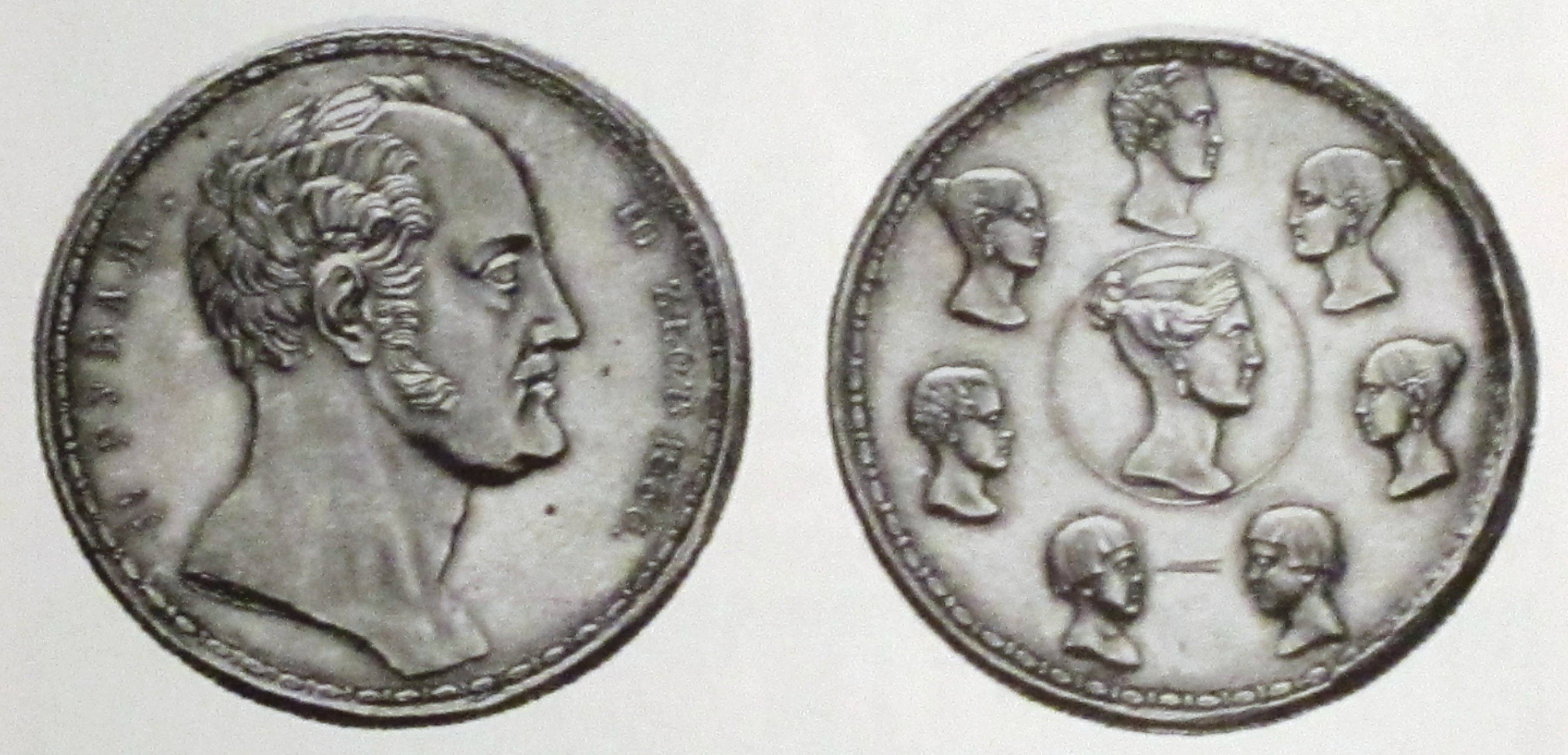
„Familienrubel“ Nikolaus I. (1836)

Aus der Ehe mit Charlotte von Preußen hatte Nikolaus I. sieben Kinder:
- Alexander II. (* 29. April 1818; † 13. März 1881), Kaiser von Russland
- Maria (* 18. August 1819; † 21. Februar 1876) ⚭ Maximilian de Beauharnais, 3. Herzog von Leuchtenberg
- Olga (* 11. September 1822; † 30. Oktober 1892) ⚭ König Karl I. von Württemberg
- Alexandra (* 24. Juni 1825; † 10. August 1844) ⚭ Landgraf Friedrich Wilhelm von Hessen-Rumpenheim
- Konstantin (* 21. September 1827; † 25. Januar 1892), Großfürst von Russland
- Nikolai (* 8. August 1831; † 25. April 1891), Großfürst von Russland
- Michael (* 25. Oktober 1832; † 18. Dezember 1909), Großfürst von Russland

## Abstammung
|                                    |                                    |                                    |                                    |                                    |                                    |  |  | Christian August (Fürst von Anhalt-Zerbst) | Christian August (Fürst von Anhalt-Zerbst) | Christian August (Fürst von Anhalt-Zerbst) | Christian August (Fürst von Anhalt-Zerbst) | Christian August (Fürst von Anhalt-Zerbst) | Christian August (Fürst von Anhalt-Zerbst) |  |  | Johanna Elisabeth (Fürstin von Anhalt-Zerbst) | Johanna Elisabeth (Fürstin von Anhalt-Zerbst) | Johanna Elisabeth (Fürstin von Anhalt-Zerbst) | Johanna Elisabeth (Fürstin von Anhalt-Zerbst) | Johanna Elisabeth (Fürstin von Anhalt-Zerbst) | Johanna Elisabeth (Fürstin von Anhalt-Zerbst) |  |  | Karl Friedrich (Schleswig-Holstein-Gottorf) (Herzog von Schleswig-Holstein-Gottorf) | Karl Friedrich (Schleswig-Holstein-Gottorf) (Herzog von Schleswig-Holstein-Gottorf) | Karl Friedrich (Schleswig-Holstein-Gottorf) (Herzog von Schleswig-Holstein-Gottorf) | Karl Friedrich (Schleswig-Holstein-Gottorf) (Herzog von Schleswig-Holstein-Gottorf) | Karl Friedrich (Schleswig-Holstein-Gottorf) (Herzog von Schleswig-Holstein-Gottorf) | Karl Friedrich (Schleswig-Holstein-Gottorf) (Herzog von Schleswig-Holstein-Gottorf) |  |  | Anna Petrowna (Herzogin von Schleswig-Holstein-Gottorf)   | Anna Petrowna (Herzogin von Schleswig-Holstein-Gottorf)   | Anna Petrowna (Herzogin von Schleswig-Holstein-Gottorf)   | Anna Petrowna (Herzogin von Schleswig-Holstein-Gottorf)   | Anna Petrowna (Herzogin von Schleswig-Holstein-Gottorf)   | Anna Petrowna (Herzogin von Schleswig-Holstein-Gottorf)   |  |  | Karl Alexander (Herzog von Württemberg)      | Karl Alexander (Herzog von Württemberg)      | Karl Alexander (Herzog von Württemberg)      | Karl Alexander (Herzog von Württemberg)      | Karl Alexander (Herzog von Württemberg)      | Karl Alexander (Herzog von Württemberg)      |  |  | Maria Augusta (Herzogin von Württemberg) | Maria Augusta (Herzogin von Württemberg) | Maria Augusta (Herzogin von Württemberg) | Maria Augusta (Herzogin von Württemberg) | Maria Augusta (Herzogin von Württemberg) | Maria Augusta (Herzogin von Württemberg) |  |  | Friedrich Wilhelm (Markgraf von Brandenburg-Schwedt)  | Friedrich Wilhelm (Markgraf von Brandenburg-Schwedt)  | Friedrich Wilhelm (Markgraf von Brandenburg-Schwedt)  | Friedrich Wilhelm (Markgraf von Brandenburg-Schwedt)  | Friedrich Wilhelm (Markgraf von Brandenburg-Schwedt)  | Friedrich Wilhelm (Markgraf von Brandenburg-Schwedt)  |  |  | Sophie Dorothea Marie (Markgräfin von Brandenburg-Schwedt) | Sophie Dorothea Marie (Markgräfin von Brandenburg-Schwedt) | Sophie Dorothea Marie (Markgräfin von Brandenburg-Schwedt) | Sophie Dorothea Marie (Markgräfin von Brandenburg-Schwedt) | Sophie Dorothea Marie (Markgräfin von Brandenburg-Schwedt) | Sophie Dorothea Marie (Markgräfin von Brandenburg-Schwedt) |  |  |                     |                     |                     |                     |                     |                     |
|                                    |                                    |                                    |                                    |                                    |                                    |  |  | Christian August (Fürst von Anhalt-Zerbst) | Christian August (Fürst von Anhalt-Zerbst) | Christian August (Fürst von Anhalt-Zerbst) | Christian August (Fürst von Anhalt-Zerbst) | Christian August (Fürst von Anhalt-Zerbst) | Christian August (Fürst von Anhalt-Zerbst) |  |  | Johanna Elisabeth (Fürstin von Anhalt-Zerbst) | Johanna Elisabeth (Fürstin von Anhalt-Zerbst) | Johanna Elisabeth (Fürstin von Anhalt-Zerbst) | Johanna Elisabeth (Fürstin von Anhalt-Zerbst) | Johanna Elisabeth (Fürstin von Anhalt-Zerbst) | Johanna Elisabeth (Fürstin von Anhalt-Zerbst) |  |  | Karl Friedrich (Schleswig-Holstein-Gottorf) (Herzog von Schleswig-Holstein-Gottorf) | Karl Friedrich (Schleswig-Holstein-Gottorf) (Herzog von Schleswig-Holstein-Gottorf) | Karl Friedrich (Schleswig-Holstein-Gottorf) (Herzog von Schleswig-Holstein-Gottorf) | Karl Friedrich (Schleswig-Holstein-Gottorf) (Herzog von Schleswig-Holstein-Gottorf) | Karl Friedrich (Schleswig-Holstein-Gottorf) (Herzog von Schleswig-Holstein-Gottorf) | Karl Friedrich (Schleswig-Holstein-Gottorf) (Herzog von Schleswig-Holstein-Gottorf) |  |  | Anna Petrowna (Herzogin von Schleswig-Holstein-Gottorf)   | Anna Petrowna (Herzogin von Schleswig-Holstein-Gottorf)   | Anna Petrowna (Herzogin von Schleswig-Holstein-Gottorf)   | Anna Petrowna (Herzogin von Schleswig-Holstein-Gottorf)   | Anna Petrowna (Herzogin von Schleswig-Holstein-Gottorf)   | Anna Petrowna (Herzogin von Schleswig-Holstein-Gottorf)   |  |  | Karl Alexander (Herzog von Württemberg)      | Karl Alexander (Herzog von Württemberg)      | Karl Alexander (Herzog von Württemberg)      | Karl Alexander (Herzog von Württemberg)      | Karl Alexander (Herzog von Württemberg)      | Karl Alexander (Herzog von Württemberg)      |  |  | Maria Augusta (Herzogin von Württemberg) | Maria Augusta (Herzogin von Württemberg) | Maria Augusta (Herzogin von Württemberg) | Maria Augusta (Herzogin von Württemberg) | Maria Augusta (Herzogin von Württemberg) | Maria Augusta (Herzogin von Württemberg) |  |  | Friedrich Wilhelm (Markgraf von Brandenburg-Schwedt)  | Friedrich Wilhelm (Markgraf von Brandenburg-Schwedt)  | Friedrich Wilhelm (Markgraf von Brandenburg-Schwedt)  | Friedrich Wilhelm (Markgraf von Brandenburg-Schwedt)  | Friedrich Wilhelm (Markgraf von Brandenburg-Schwedt)  | Friedrich Wilhelm (Markgraf von Brandenburg-Schwedt)  |  |  | Sophie Dorothea Marie (Markgräfin von Brandenburg-Schwedt) | Sophie Dorothea Marie (Markgräfin von Brandenburg-Schwedt) | Sophie Dorothea Marie (Markgräfin von Brandenburg-Schwedt) | Sophie Dorothea Marie (Markgräfin von Brandenburg-Schwedt) | Sophie Dorothea Marie (Markgräfin von Brandenburg-Schwedt) | Sophie Dorothea Marie (Markgräfin von Brandenburg-Schwedt) |  |  |                     |                     |                     |                     |                     |                     |
|                                    |                                    |                                    |                                    |                                    |                                    |  |  |                                            |                                            |                                            |                                            |                                            |                                            |  |  |                                               |                                               |                                               |                                               |                                               |                                               |  |  |                                                                                     |                                                                                     |                                                                                     |                                                                                     |                                                                                     |                                                                                     |  |  |                                                           |                                                           |                                                           |                                                           |                                                           |                                                           |  |  |                                              |                                              |                                              |                                              |                                              |                                              |  |  |                                          |                                          |                                          |                                          |                                          |                                          |  |  |                                                       |                                                       |                                                       |                                                       |                                                       |                                                       |  |  |                                                            |                                                            |                                                            |                                                            |                                                            |                                                            |  |  |                     |                     |                     |                     |                     |                     |
|                                    |                                    |                                    |                                    |                                    |                                    |  |  |                                            |                                            |                                            |                                            |                                            |                                            |  |  |                                               |                                               |                                               |                                               |                                               |                                               |  |  |                                                                                     |                                                                                     |                                                                                     |                                                                                     |                                                                                     |                                                                                     |  |  |                                                           |                                                           |                                                           |                                                           |                                                           |                                                           |  |  |                                              |                                              |                                              |                                              |                                              |                                              |  |  |                                          |                                          |                                          |                                          |                                          |                                          |  |  |                                                       |                                                       |                                                       |                                                       |                                                       |                                                       |  |  |                                                            |                                                            |                                                            |                                                            |                                                            |                                                            |  |  |                     |                     |                     |                     |                     |                     |
|                                    |                                    |                                    |                                    |                                    |                                    |  |  | Friedrich August (Fürst von Anhalt-Zerbst) | Friedrich August (Fürst von Anhalt-Zerbst) | Friedrich August (Fürst von Anhalt-Zerbst) | Friedrich August (Fürst von Anhalt-Zerbst) | Friedrich August (Fürst von Anhalt-Zerbst) | Friedrich August (Fürst von Anhalt-Zerbst) |  |  | Katharina II. (Kaiserin von Russland)         | Katharina II. (Kaiserin von Russland)         | Katharina II. (Kaiserin von Russland)         | Katharina II. (Kaiserin von Russland)         | Katharina II. (Kaiserin von Russland)         | Katharina II. (Kaiserin von Russland)         |  |  | Peter III. (Kaiser von Russland)                                                    | Peter III. (Kaiser von Russland)                                                    | Peter III. (Kaiser von Russland)                                                    | Peter III. (Kaiser von Russland)                                                    | Peter III. (Kaiser von Russland)                                                    | Peter III. (Kaiser von Russland)                                                    |  |  |                                                           |                                                           |                                                           |                                                           |                                                           |                                                           |  |  |                                              |                                              |                                              |                                              |                                              |                                              |  |  | Friedrich Eugen (Herzog von Württemberg) | Friedrich Eugen (Herzog von Württemberg) | Friedrich Eugen (Herzog von Württemberg) | Friedrich Eugen (Herzog von Württemberg) | Friedrich Eugen (Herzog von Württemberg) | Friedrich Eugen (Herzog von Württemberg) |  |  | Friederike Dorothea Sophia (Herzogin von Württemberg) | Friederike Dorothea Sophia (Herzogin von Württemberg) | Friederike Dorothea Sophia (Herzogin von Württemberg) | Friederike Dorothea Sophia (Herzogin von Württemberg) | Friederike Dorothea Sophia (Herzogin von Württemberg) | Friederike Dorothea Sophia (Herzogin von Württemberg) |  |  |                                                            |                                                            |                                                            |                                                            |                                                            |                                                            |  |  |                     |                     |                     |                     |                     |                     |
|                                    |                                    |                                    |                                    |                                    |                                    |  |  | Friedrich August (Fürst von Anhalt-Zerbst) | Friedrich August (Fürst von Anhalt-Zerbst) | Friedrich August (Fürst von Anhalt-Zerbst) | Friedrich August (Fürst von Anhalt-Zerbst) | Friedrich August (Fürst von Anhalt-Zerbst) | Friedrich August (Fürst von Anhalt-Zerbst) |  |  | Katharina II. (Kaiserin von Russland)         | Katharina II. (Kaiserin von Russland)         | Katharina II. (Kaiserin von Russland)         | Katharina II. (Kaiserin von Russland)         | Katharina II. (Kaiserin von Russland)         | Katharina II. (Kaiserin von Russland)         |  |  | Peter III. (Kaiser von Russland)                                                    | Peter III. (Kaiser von Russland)                                                    | Peter III. (Kaiser von Russland)                                                    | Peter III. (Kaiser von Russland)                                                    | Peter III. (Kaiser von Russland)                                                    | Peter III. (Kaiser von Russland)                                                    |  |  |                                                           |                                                           |                                                           |                                                           |                                                           |                                                           |  |  |                                              |                                              |                                              |                                              |                                              |                                              |  |  | Friedrich Eugen (Herzog von Württemberg) | Friedrich Eugen (Herzog von Württemberg) | Friedrich Eugen (Herzog von Württemberg) | Friedrich Eugen (Herzog von Württemberg) | Friedrich Eugen (Herzog von Württemberg) | Friedrich Eugen (Herzog von Württemberg) |  |  | Friederike Dorothea Sophia (Herzogin von Württemberg) | Friederike Dorothea Sophia (Herzogin von Württemberg) | Friederike Dorothea Sophia (Herzogin von Württemberg) | Friederike Dorothea Sophia (Herzogin von Württemberg) | Friederike Dorothea Sophia (Herzogin von Württemberg) | Friederike Dorothea Sophia (Herzogin von Württemberg) |  |  |                                                            |                                                            |                                                            |                                                            |                                                            |                                                            |  |  |                     |                     |                     |                     |                     |                     |
|                                    |                                    |                                    |                                    |                                    |                                    |  |  |                                            |                                            |                                            |                                            |                                            |                                            |  |  |                                               |                                               |                                               |                                               |                                               |                                               |  |  |                                                                                     |                                                                                     |                                                                                     |                                                                                     |                                                                                     |                                                                                     |  |  |                                                           |                                                           |                                                           |                                                           |                                                           |                                                           |  |  |                                              |                                              |                                              |                                              |                                              |                                              |  |  |                                          |                                          |                                          |                                          |                                          |                                          |  |  |                                                       |                                                       |                                                       |                                                       |                                                       |                                                       |  |  |                                                            |                                                            |                                                            |                                                            |                                                            |                                                            |  |  |                     |                     |                     |                     |                     |                     |
|                                    |                                    |                                    |                                    |                                    |                                    |  |  |                                            |                                            |                                            |                                            |                                            |                                            |  |  |                                               |                                               |                                               |                                               |                                               |                                               |  |  |                                                                                     |                                                                                     |                                                                                     |                                                                                     |                                                                                     |                                                                                     |  |  |                                                           |                                                           |                                                           |                                                           |                                                           |                                                           |  |  |                                              |                                              |                                              |                                              |                                              |                                              |  |  |                                          |                                          |                                          |                                          |                                          |                                          |  |  |                                                       |                                                       |                                                       |                                                       |                                                       |                                                       |  |  |                                                            |                                                            |                                                            |                                                            |                                                            |                                                            |  |  |                     |                     |                     |                     |                     |                     |
|                                    |                                    |                                    |                                    |                                    |                                    |  |  |                                            |                                            |                                            |                                            |                                            |                                            |  |  |                                               |                                               |                                               |                                               |                                               |                                               |  |  |                                                                                     |                                                                                     |                                                                                     |                                                                                     |                                                                                     |                                                                                     |  |  | Paul I. (Kaiser von Russland)                             | Paul I. (Kaiser von Russland)                             | Paul I. (Kaiser von Russland)                             | Paul I. (Kaiser von Russland)                             | Paul I. (Kaiser von Russland)                             | Paul I. (Kaiser von Russland)                             |  |  | Sophie Dorothee (Kaiserin von Russland)      | Sophie Dorothee (Kaiserin von Russland)      | Sophie Dorothee (Kaiserin von Russland)      | Sophie Dorothee (Kaiserin von Russland)      | Sophie Dorothee (Kaiserin von Russland)      | Sophie Dorothee (Kaiserin von Russland)      |  |  | Friedrich I. (König von Württemberg)     | Friedrich I. (König von Württemberg)     | Friedrich I. (König von Württemberg)     | Friedrich I. (König von Württemberg)     | Friedrich I. (König von Württemberg)     | Friedrich I. (König von Württemberg)     |  |  |                                                       |                                                       |                                                       |                                                       |                                                       |                                                       |  |  |                                                            |                                                            |                                                            |                                                            |                                                            |                                                            |  |  |                     |                     |                     |                     |                     |                     |
|                                    |                                    |                                    |                                    |                                    |                                    |  |  |                                            |                                            |                                            |                                            |                                            |                                            |  |  |                                               |                                               |                                               |                                               |                                               |                                               |  |  |                                                                                     |                                                                                     |                                                                                     |                                                                                     |                                                                                     |                                                                                     |  |  | Paul I. (Kaiser von Russland)                             | Paul I. (Kaiser von Russland)                             | Paul I. (Kaiser von Russland)                             | Paul I. (Kaiser von Russland)                             | Paul I. (Kaiser von Russland)                             | Paul I. (Kaiser von Russland)                             |  |  | Sophie Dorothee (Kaiserin von Russland)      | Sophie Dorothee (Kaiserin von Russland)      | Sophie Dorothee (Kaiserin von Russland)      | Sophie Dorothee (Kaiserin von Russland)      | Sophie Dorothee (Kaiserin von Russland)      | Sophie Dorothee (Kaiserin von Russland)      |  |  | Friedrich I. (König von Württemberg)     | Friedrich I. (König von Württemberg)     | Friedrich I. (König von Württemberg)     | Friedrich I. (König von Württemberg)     | Friedrich I. (König von Württemberg)     | Friedrich I. (König von Württemberg)     |  |  |                                                       |                                                       |                                                       |                                                       |                                                       |                                                       |  |  |                                                            |                                                            |                                                            |                                                            |                                                            |                                                            |  |  |                     |                     |                     |                     |                     |                     |
|                                    |                                    |                                    |                                    |                                    |                                    |  |  |                                            |                                            |                                            |                                            |                                            |                                            |  |  |                                               |                                               |                                               |                                               |                                               |                                               |  |  |                                                                                     |                                                                                     |                                                                                     |                                                                                     |                                                                                     |                                                                                     |  |  |                                                           |                                                           |                                                           |                                                           |                                                           |                                                           |  |  |                                              |                                              |                                              |                                              |                                              |                                              |  |  |                                          |                                          |                                          |                                          |                                          |                                          |  |  |                                                       |                                                       |                                                       |                                                       |                                                       |                                                       |  |  |                                                            |                                                            |                                                            |                                                            |                                                            |                                                            |  |  |                     |                     |                     |                     |                     |                     |
|                                    |                                    |                                    |                                    |                                    |                                    |  |  |                                            |                                            |                                            |                                            |                                            |                                            |  |  |                                               |                                               |                                               |                                               |                                               |                                               |  |  |                                                                                     |                                                                                     |                                                                                     |                                                                                     |                                                                                     |                                                                                     |  |  |                                                           |                                                           |                                                           |                                                           |                                                           |                                                           |  |  |                                              |                                              |                                              |                                              |                                              |                                              |  |  |                                          |                                          |                                          |                                          |                                          |                                          |  |  |                                                       |                                                       |                                                       |                                                       |                                                       |                                                       |  |  |                                                            |                                                            |                                                            |                                                            |                                                            |                                                            |  |  |                     |                     |                     |                     |                     |                     |
| Alexander I. (Kaiser von Russland) | Alexander I. (Kaiser von Russland) | Alexander I. (Kaiser von Russland) | Alexander I. (Kaiser von Russland) | Alexander I. (Kaiser von Russland) | Alexander I. (Kaiser von Russland) |  |  | Konstantin (Großfürst von Russland)        | Konstantin (Großfürst von Russland)        | Konstantin (Großfürst von Russland)        | Konstantin (Großfürst von Russland)        | Konstantin (Großfürst von Russland)        | Konstantin (Großfürst von Russland)        |  |  | Alexandra Pawlowna Romanowa                   | Alexandra Pawlowna Romanowa                   | Alexandra Pawlowna Romanowa                   | Alexandra Pawlowna Romanowa                   | Alexandra Pawlowna Romanowa                   | Alexandra Pawlowna Romanowa                   |  |  | Helena Pawlowna Romanowa                                                            | Helena Pawlowna Romanowa                                                            | Helena Pawlowna Romanowa                                                            | Helena Pawlowna Romanowa                                                            | Helena Pawlowna Romanowa                                                            | Helena Pawlowna Romanowa                                                            |  |  | Maria Pawlowna (Großherzogin von Sachsen-Weimar-Eisenach) | Maria Pawlowna (Großherzogin von Sachsen-Weimar-Eisenach) | Maria Pawlowna (Großherzogin von Sachsen-Weimar-Eisenach) | Maria Pawlowna (Großherzogin von Sachsen-Weimar-Eisenach) | Maria Pawlowna (Großherzogin von Sachsen-Weimar-Eisenach) | Maria Pawlowna (Großherzogin von Sachsen-Weimar-Eisenach) |  |  | Katharina Pawlowna (Königin von Württemberg) | Katharina Pawlowna (Königin von Württemberg) | Katharina Pawlowna (Königin von Württemberg) | Katharina Pawlowna (Königin von Württemberg) | Katharina Pawlowna (Königin von Württemberg) | Katharina Pawlowna (Königin von Württemberg) |  |  | Olga                                     | Olga                                     | Olga                                     | Olga                                     | Olga                                     | Olga                                     |  |  | Anna Pawlowna                                         | Anna Pawlowna                                         | Anna Pawlowna                                         | Anna Pawlowna                                         | Anna Pawlowna                                         | Anna Pawlowna                                         |  |  | Nikolaus I. (Kaiser von Russland)                          | Nikolaus I. (Kaiser von Russland)                          | Nikolaus I. (Kaiser von Russland)                          | Nikolaus I. (Kaiser von Russland)                          | Nikolaus I. (Kaiser von Russland)                          | Nikolaus I. (Kaiser von Russland)                          |  |  | Michael Pawlowitsch | Michael Pawlowitsch | Michael Pawlowitsch | Michael Pawlowitsch | Michael Pawlowitsch | Michael Pawlowitsch |

## Ehrungen
1827 wurde er Ehrenmitglied der Russischen Akademie der Wissenschaften in St. Petersburg. 1837 wurde er zum Ehrenbürger von Berlin ernannt. Als Dank stiftete er 5.000 Dukaten für das neugegründete Nikolaus-Hospital.
Nach Nikolaus I. ist die Pflanzengattung Nicolaia Horan. aus der Familie der Ingwergewächse (Zingiberaceae) benannt.